# تمثال علي ونينو
تمثال علي ونينو (بالأذرية: Əli və Nino heykəl) (بالإنجليزية: Statue of Ali and Nino)‏ مبنى معماري في مدينة باطومي في جورجيا أنشأته الفنانة تمارا كفيسيتادزه [الإنجليزية]. يجسد هذا العمل الفني قصة الصبي الأذربيجاني المسلم علي الذي أحب فتاة من جورجيا تدعى نينو. يبلغ ارتفاع التمثالين ثمانية أمتار ويتحركان ببطء في دائرة، ويقتربان من بعضهما البعض، ويندمجان ليكونا تمثالًا واحدًا. بعد ذلك، تبدأ العملية العكسية وينفصل التمثالان عن بعضهما. النصب يضاء ليلًا بشكل مثير للإعجاب.

## علي نينو
علي ونينو هي رواية عن قصة حب بين صبي أذربيجاني مسلم وفتاة جورجية مسيحية في باكو في السنوات 1918-1920. وهي تستجلي المعضلات التي صنعها الحكم الأوروبي على مجتمع شرقي وتقدم صورة حية لمدينة باكو عاصمة أذربيجان خلال فترة جمهورية أذربيجان الديمقراطية التي سبقت فترة حكم الاتحاد السوفيتي الطويلة. تم نشرها تحت اسم مستعار للكاتب قربان سعيد. وقد نشرت الرواية في أكثر من 30 لغة. تم نشر الكتاب للمرة الأولى في فيينا باللغة الألمانية سنة 1937.

## خلفية

### ادعاء كاذب
في عام 2012، كانت هناك شائعات بأن تمثالًا آخر لـ «علي ونينو» سينصب في باتومي وأن التمثال سيحتوي على محتوى جنسي، وحتى صور التمثال نُشرت على الشبكات الاجتماعية. في وقت لاحق، ذكر أن التمثال المزمع إقامته كان من عمل نحات أرمني. ومع ذلك، أكد بيان رسمي صادر عن مجلس مدينة باتومي هذه المزاعم.

### التفكيك
في 26 أغسطس 2015، عندما حاولت السلطات الجورجية المحلية نقل النصب التذكاري إلى مكان آخر لحمايته من الأمواج، انهار التمثال نتيجة كسر كابل الرافعة التي رفعت أحد التماثيل.
في 12 سبتمبر 2015 أعيد فتح التمثال على بعد 50 مترا من موقعه السابق. تم ترميم تمثال نينو الذي انهار أثناء الإخلاء.